# Joris Baart
Joris Baart (Geleen, 24 april 1992) is een Nederlandse handballer die sinds 2018 voor Limburg Lions speelt.

## Biografie
Baart doorliep de gehele jeugdopleiding bij V&L en hierna sloot hij bij de Limburg Lions aan. In deze periode bij Limburg Lions won hij twee keer het landskampioenschap, tweemaal de nationale beker, eenmaal de Supercup en eenmaal het BENE-League kampioenschap. In 2017 besloot bij naar het Franse Chartres Métropole te vertrekken, maar keerde in minder dan een jaar later weer terug bij Limburg Lions.